# Дуайер, Конор
Ко́нор Джеймс Дуа́йер (англ. Conor James Dwyer; род. 10 января 1989 года, Эванстон, Иллинойс) — американский пловец, двукратный олимпийский чемпион и трёхкратный чемпион мира в эстафетах. Выступал в плавании вольным стилем на коротких и средних дистанциях (100, 200, и 400 метров), а также на дистанции 200 метров комплексным плаванием.
Окончил средную школу Loyola Academy 2006 году. Окончил колледж при Университете Флорида 2012 году по специальности Спортивный менеджмент. Родился в семье финансиста Патрика и домохозяйки Джейн, у Конора есть брат-близнец Спенсер Дуайер, два младших братьев Пи Джей и Брендон, а также младшая сестрёнка Пэйти.  Начал заниматься плаванием в возрасте 6 лет для забавы ради. Также занимался хоккеем, бейсбол, футбол, баскетбол и водное поло. У него есть собака по имени Бигги породы Бульмастиф. Участник благотварительного фонда   Miscericordia.
Дебютировал в составе сборной страны на чемпионате мира 2011 года в Шанхае как участник эстафеты, в индивидуальном соревновании впервые появился на Олимпийских играх 2012 года. На Олимпиаде он плыл на втором этапе эстафеты 4×200 метров вольным стилем финале, где завоевал золотую медаль. 7-ми кратный чемпион мира
Тренировался в Университете Флориды.

## Допинг и отстранение от соревнований[3]
В октябре 2019 года Конор Дуайер объявил о завершении спортивной карьеры. 
Ранее антидопинговое агентство США (USADA) объявило, что Дуайер отстранен от соревнований на 20 месяцев после сдачи положительных допинг-проб. В пробах спортсмена, взятых 15 и 27 ноября, а также 20 декабря прошлого года, были обнаружены запрещенные анаболические агенты.
Из-за дисквалификации спортсмен не смог бы принять участие в Олимпийских играх 2020 года. 
«Независимо от решения комиссии я решил уйти из плавания, чтобы сосредоточиться на других профессиональных интересах», – сказал Дуайер.